# Wolodymyrska-Straße
Die Wolodymyrska-Straße (ukrainisch Володимирська вулиця Wolodymyrska wulyzja, russisch Владимирская улица Wladimirskaja uliza) ist eine der ältesten Straßen Kiews und eine der Hauptverkehrsachsen im Zentrum der ukrainischen Hauptstadt.

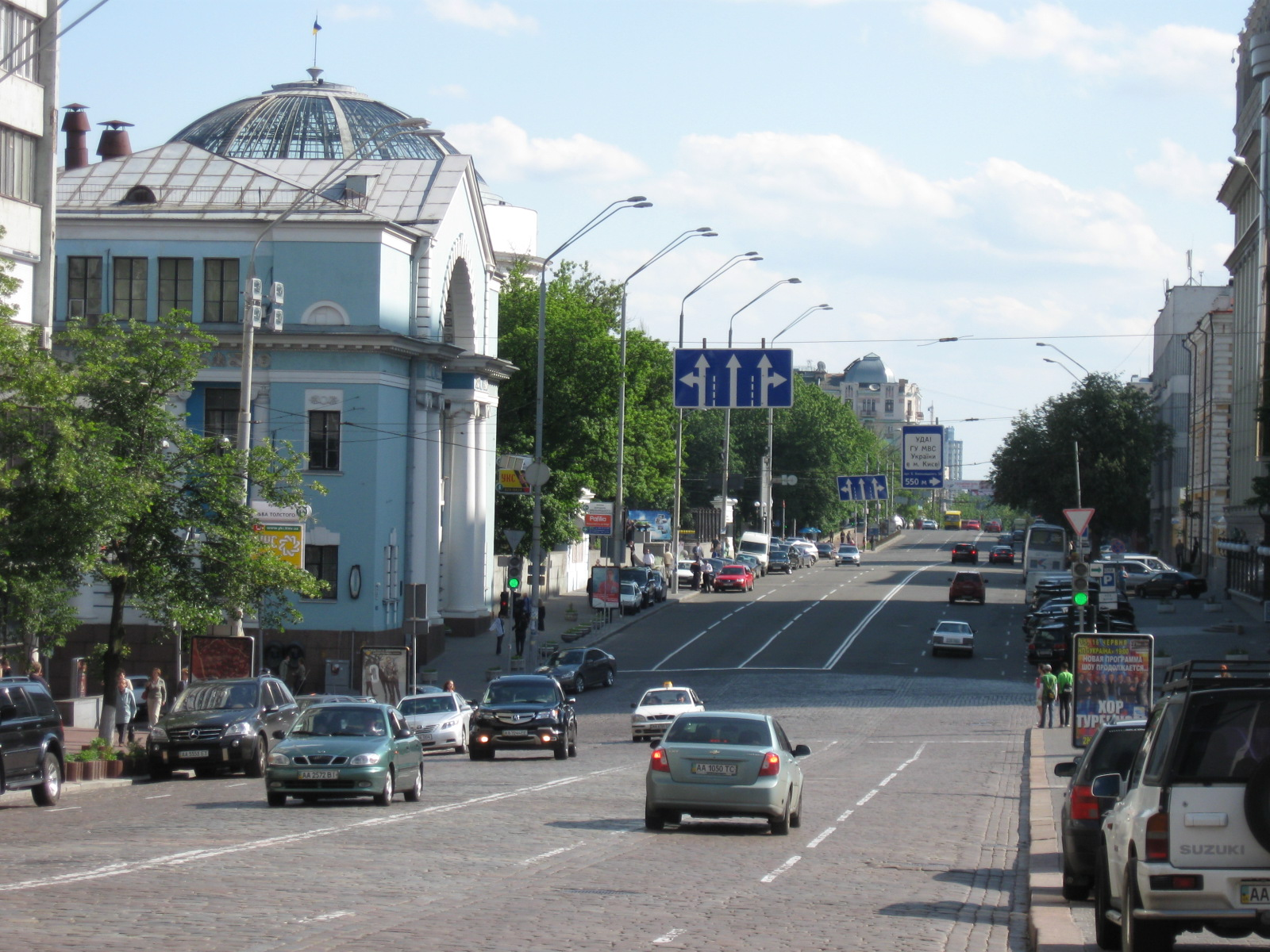
Die Wolodymyrska-Straße im Zentrum Kiews

## Lage
Die beinahe drei Kilometer lange Straße beginnt in der Kiewer Oberstadt am Andreassteig bei der St.-Andreas-Kirche und verläuft von dort bergab in südwestliche Richtung. Nach etwa 530 Metern führt sie am Sophienplatz mit der Sophienkathedrale und dem Bohdan-Chmelnyzkyj-Denkmal vorbei und verläuft ab hier parallel zum 550 Meter östlich liegenden Chreschtschatyk. Nach weiteren 1100 Metern kreuzt sie den Taras-Schewtschenko-Boulevard und endet schließlich an der Korolenkiwska-Straße (Короленківська вулиця) im Rajon Holossijiw.

## Geschichte

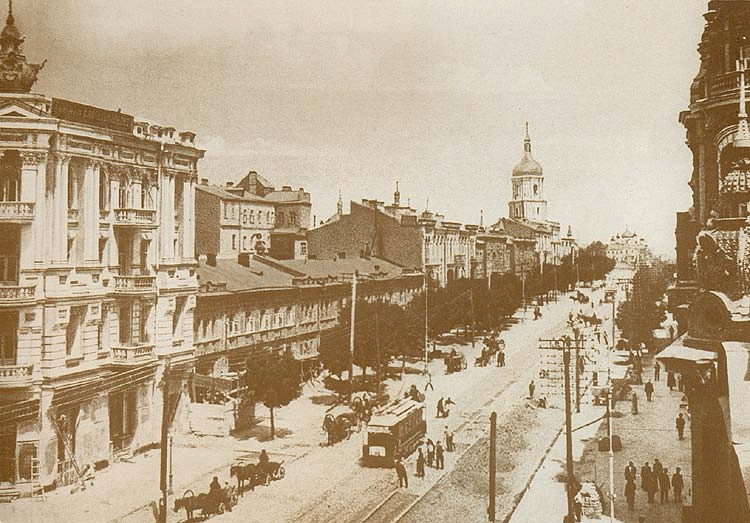
Die Straße im frühen 20. Jahrhundert

Die nach Wladimir dem Heiligen benannte Straße trägt ihren heutigen Namen seit 1901, wurde zwischen 1922 und 1944 jedoch nach dem, einige Zeit hier lebenden, Schriftsteller Wladimir Korolenko in Korolenka-Straße umbenannt.
Der älteste Straßenabschnitt, welcher vom Andreassteig zum Golden Tor führt ist bereits zur Zeit der Kiewer Rus entstanden.

## Bebauung
An der Straße liegen zahlreiche repräsentative Bauwerke, Baudenkmäler, Museen, Behörden und Bildungseinrichtungen wie das Nationale Historische Museum der Ukraine (Nr. 2), das Zentralgebäude des SBU (Nr. 33), das Appartementhaus Syrotkyna (Nr. 39/24), das Goldene Tor, das Taras-Schewtschenko-Opernhaus (Nr. 50), die Nationale Akademie der Wissenschaften der Ukraine (Nr. 54), die Zentralna Rada (Nr. 57) mit dem „Museum der Ukrainischen Volksrepublik“, der Schewtschenko-Park und das ihm gegenüberliegende Rote Hauptgebäude der Taras-Schewtschenko-Universität (Nr. 60). Am Ende der Straße (Nr. 101) befindet sich das Gebäude der Delegation der Europäischen Union für die Ukraine.

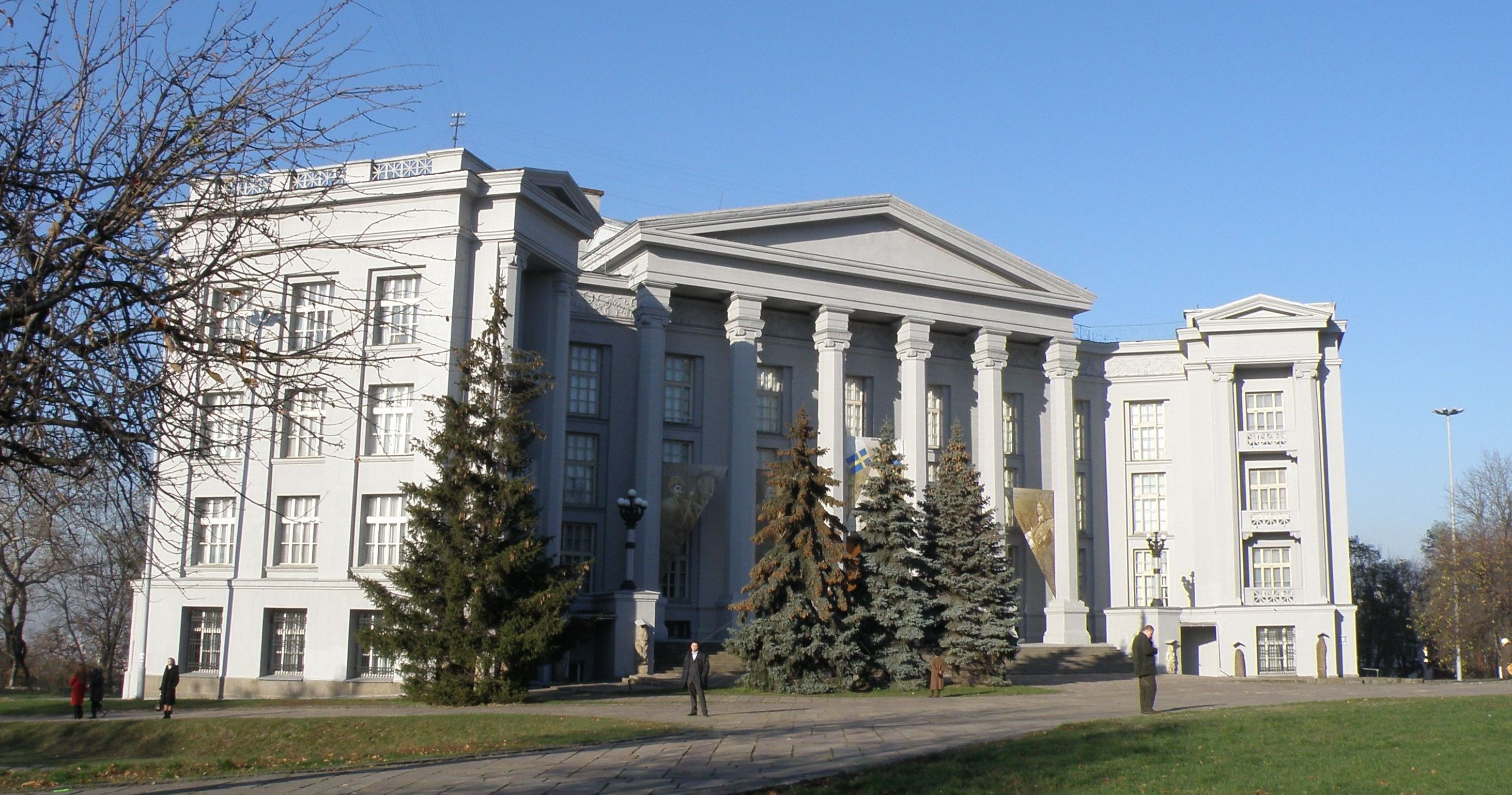
Historisches Museum
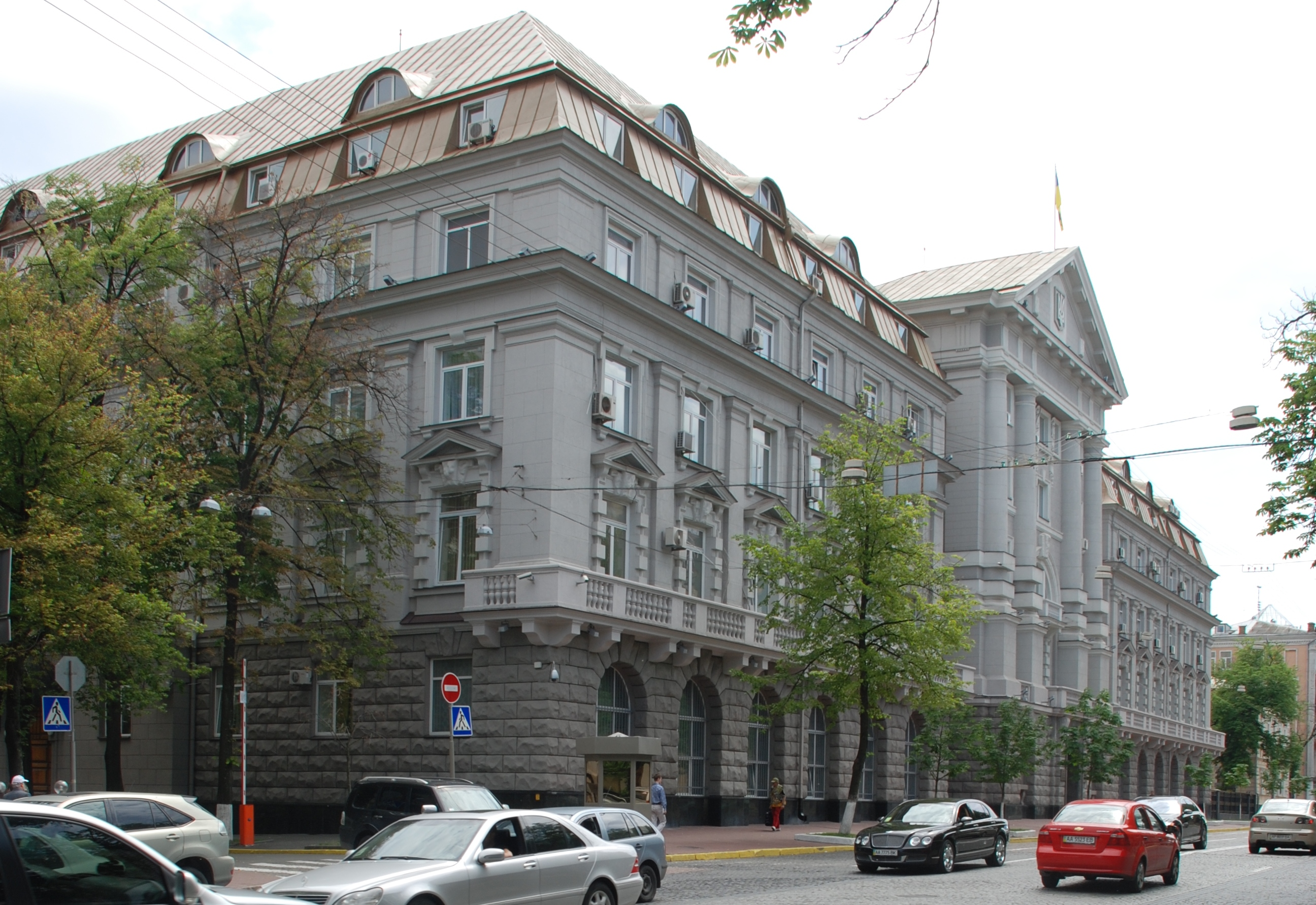
SBU-Hauptquartier
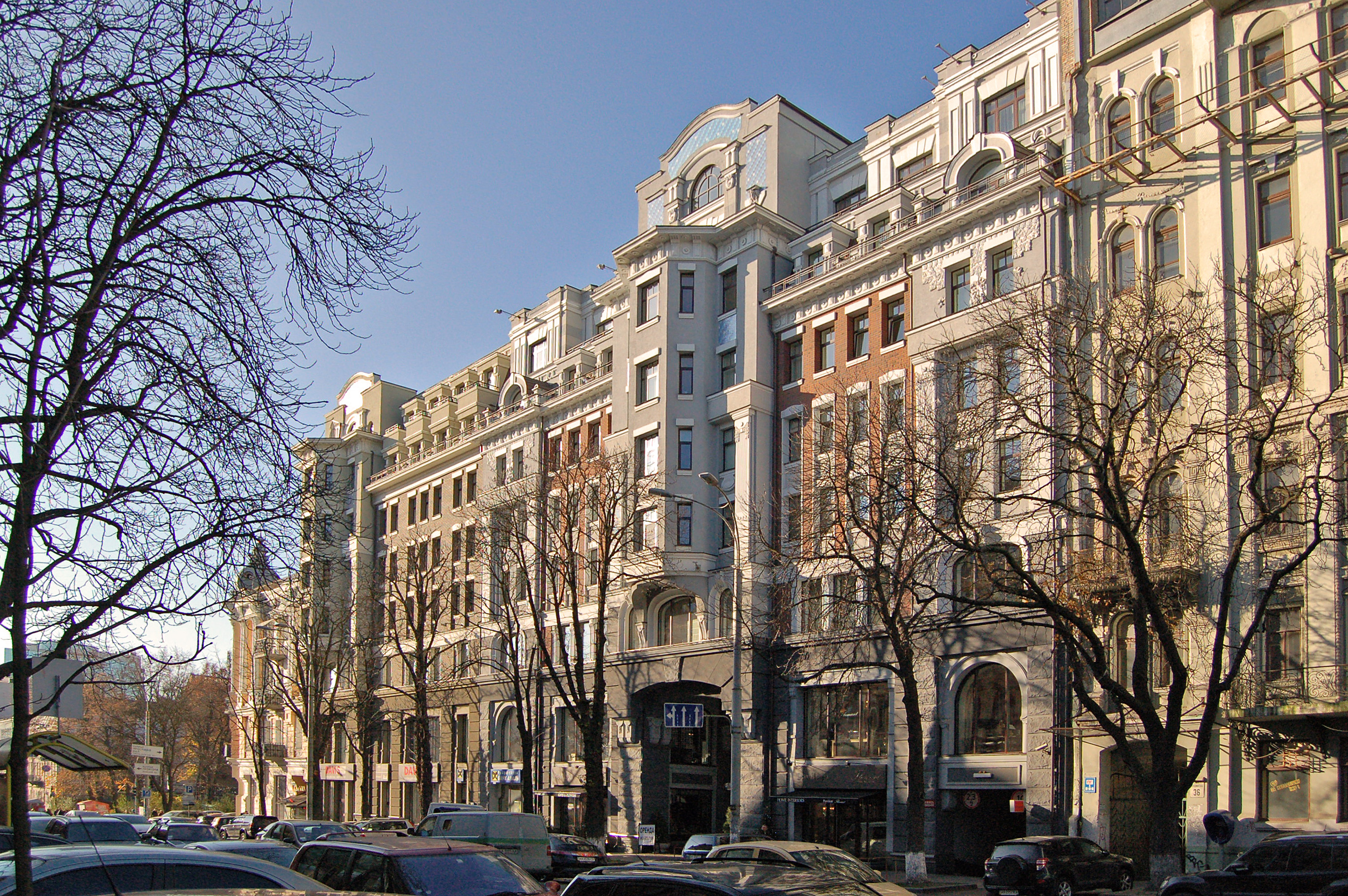
Wolodymyrska-Straße Nr. 38
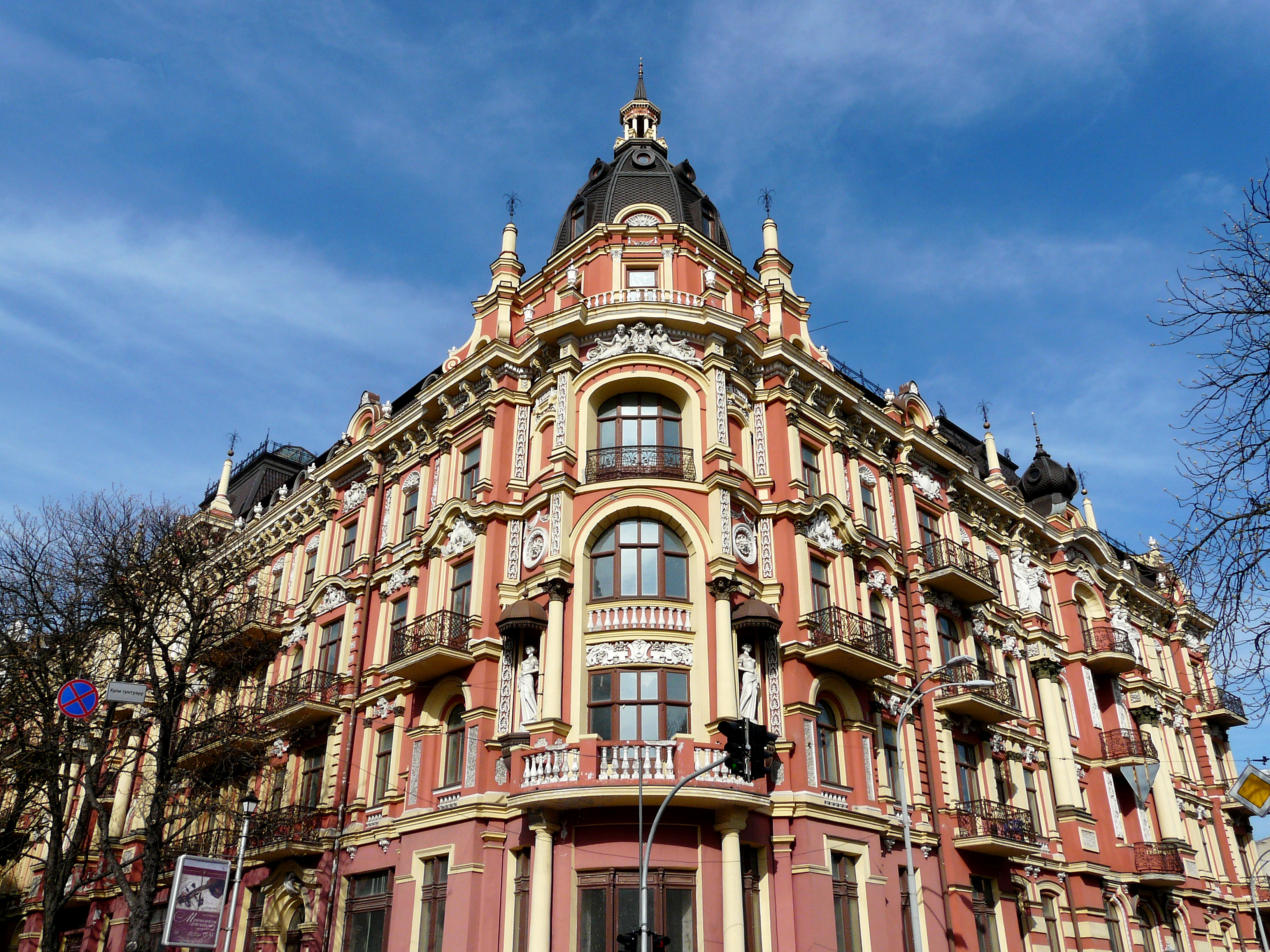
Appartementhaus Syrotkyna auf Nr. 39
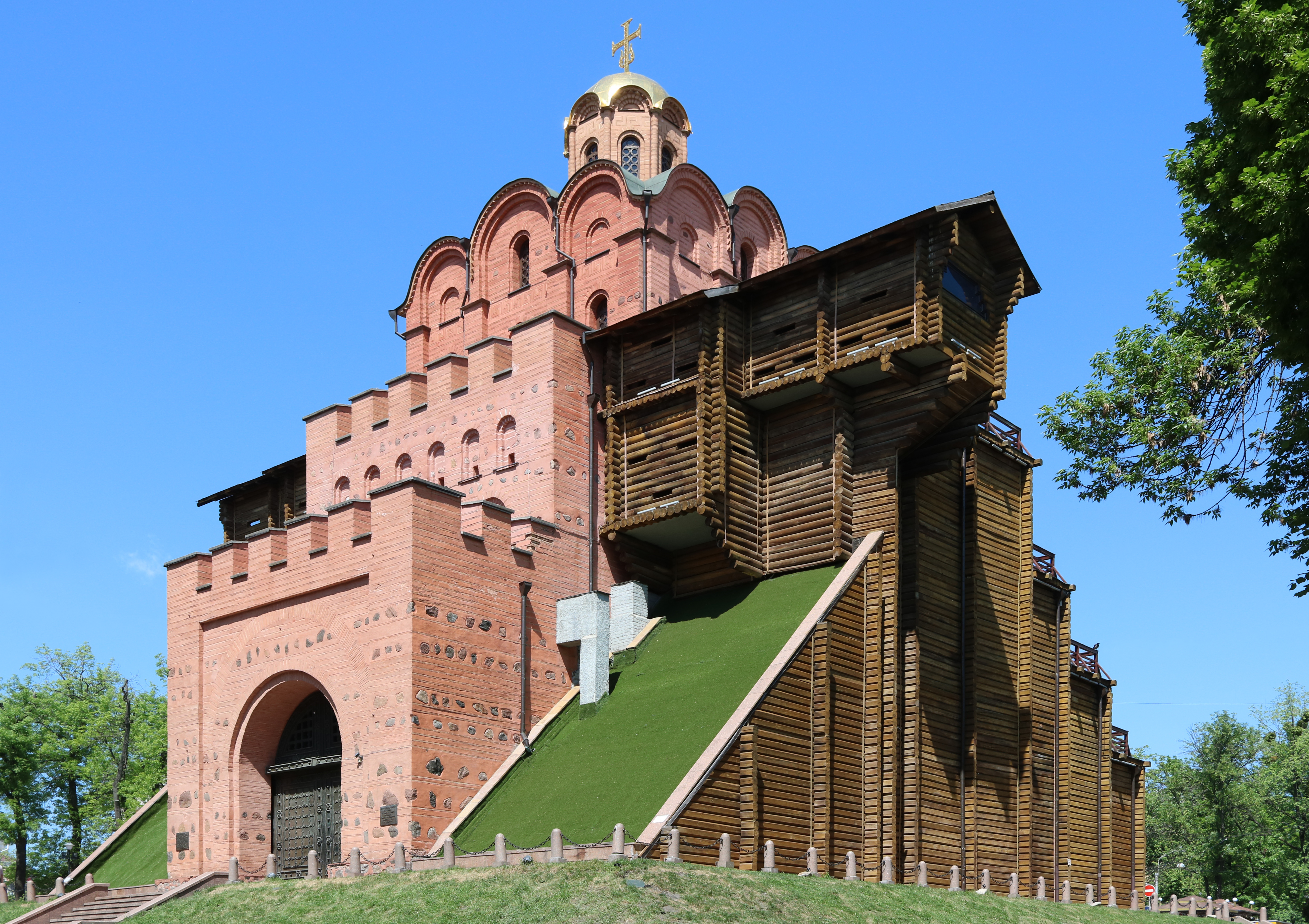
Goldenes Tor
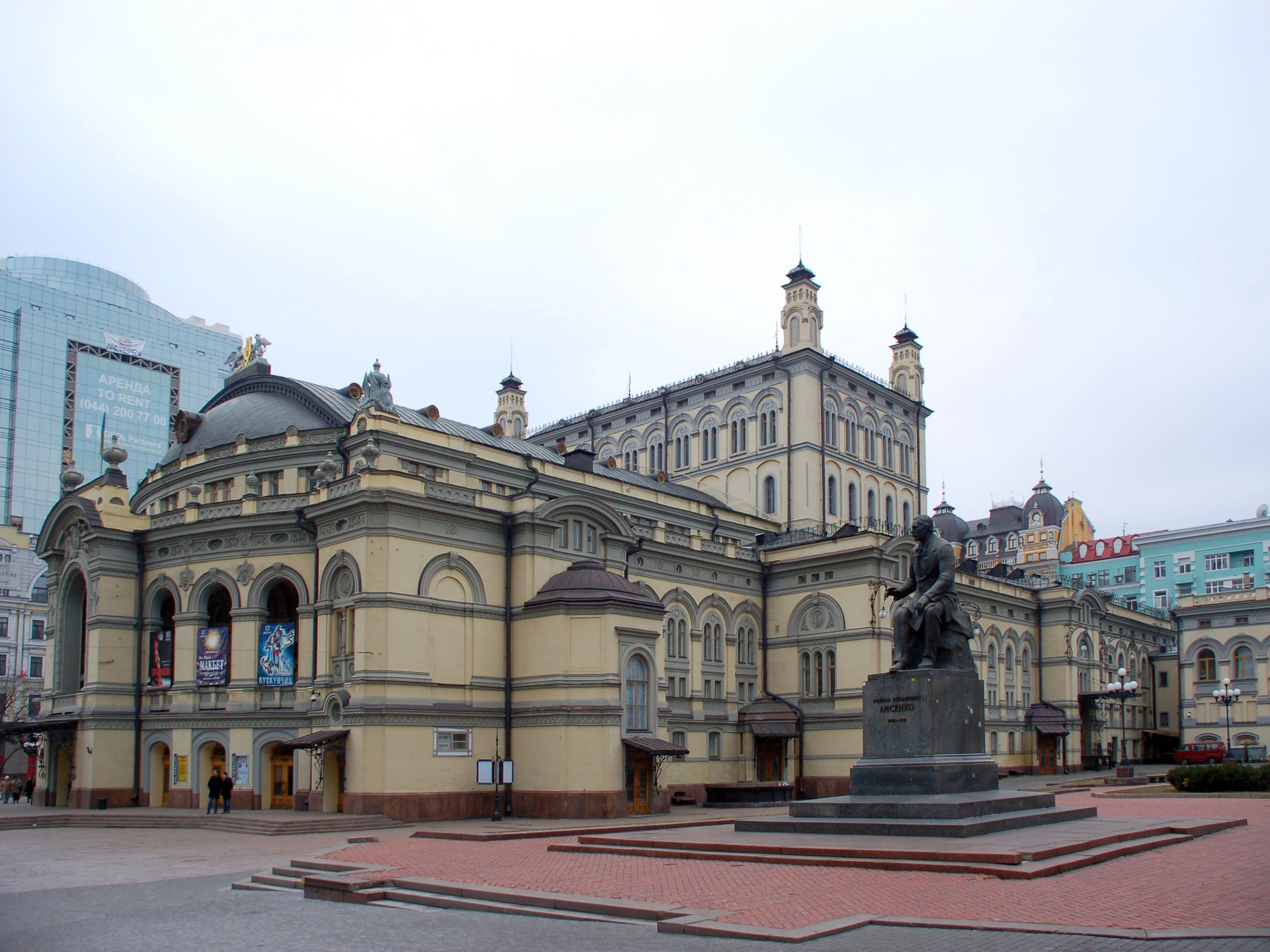
Kiewer Oper
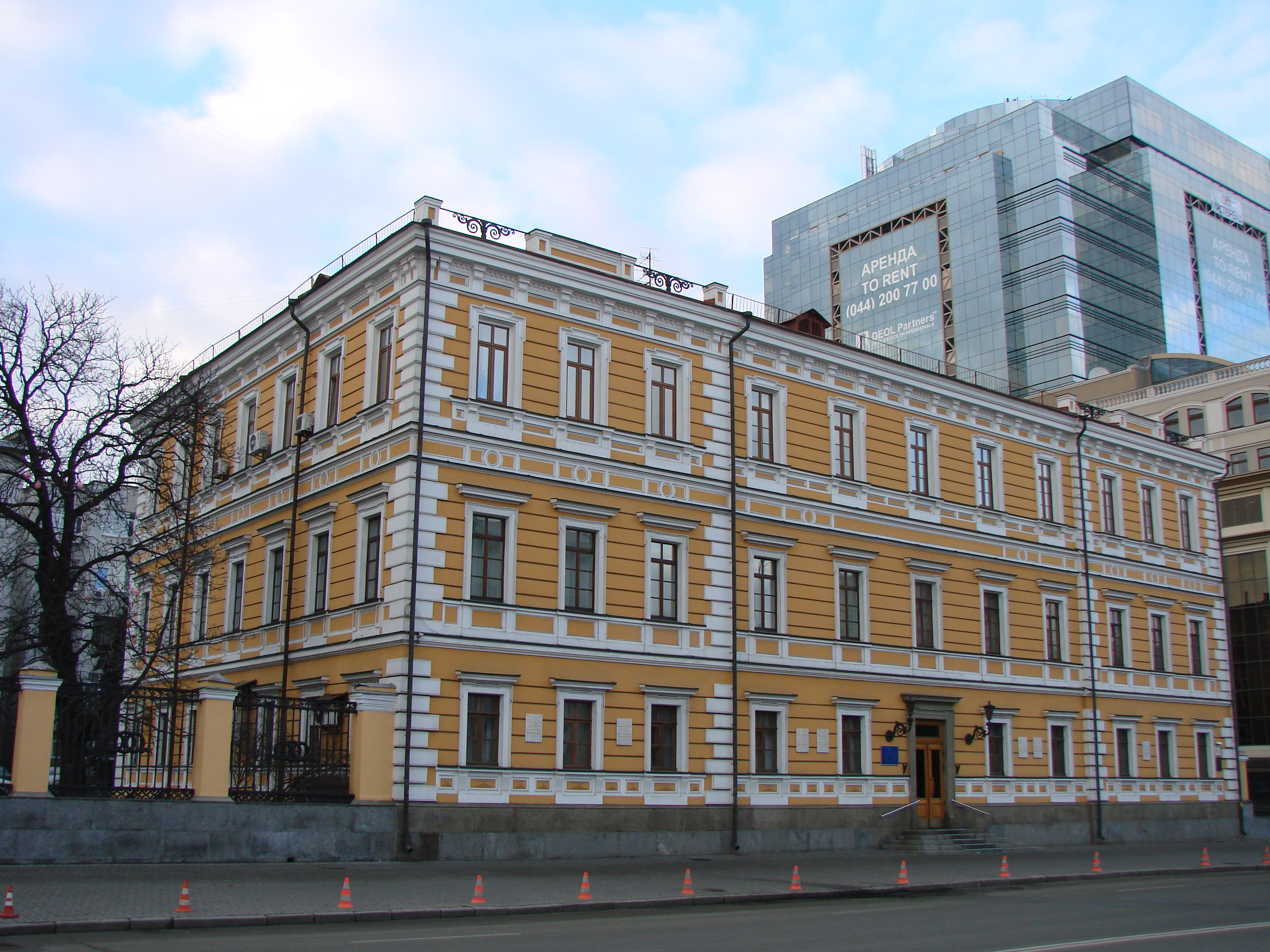
Akademie der Wissenschaften
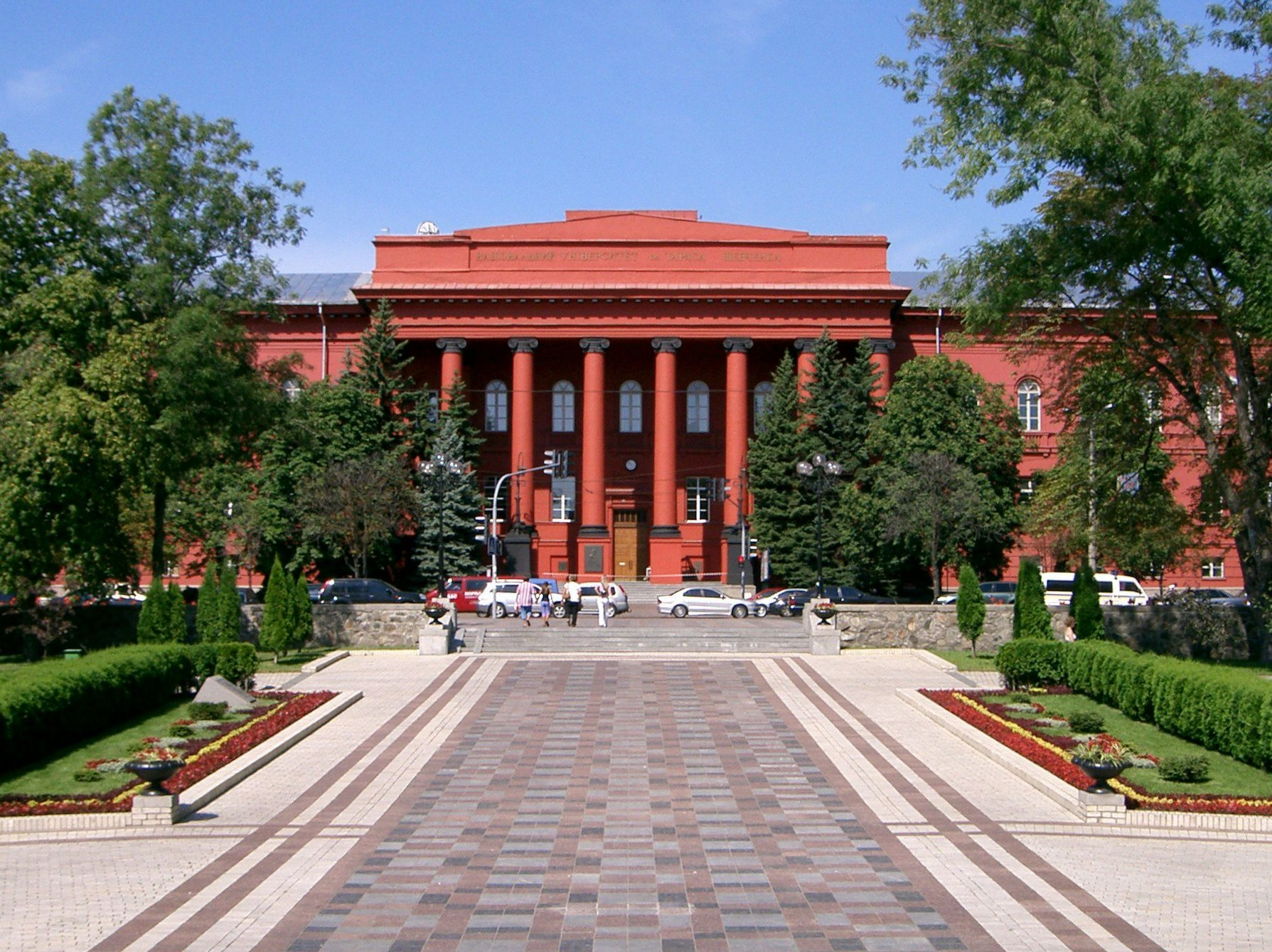
Rotes Universitäts-Hauptgebäude